# Y2K (Film)
Y2K (Aussprache [ˈwaɪ.tuːˈkeɪ]) ist eine Horrorkomödie von Kyle Mooney. Im Film spielen Rachel Zegler und Jaeden Martell zwei Oberstufenschüler, die zum titelgebenden Jahreswechsel in eine Silvesterparty platzen. Y2K feierte im März 2024 beim South by Southwest Film Festival seine Premiere. Der US-Kinostart erfolgte Anfang Dezember 2024. Ende März 2025 kam der Film in die deutschen Kinos.

## Handlung
In der letzten Nacht des Jahres 1999 platzen zwei Oberstufenschüler in eine Silvesterparty, die ab Mitternacht zu einem Horrorszenario mutiert, in dem sie ums Überleben kämpfen müssen.

## Produktion

### Regie und Drehbuch
Regie führte Kyle Mooney. Der US-amerikanische Komiker war von 2013 bis 2022 Darsteller der NBC-Sketch-Comedy-Serie Saturday Night Live. Bei Y2K handelt es sich um sein Regiedebüt. Als Drehbuchautor war Mooney zuvor für Filme wie Die Abenteuer von Brigsby Bär tätig. Das Drehbuch für Y2K schrieb Evan Winter.

### Besetzung und Dreharbeiten
Neben Rachel Zegler und Jaeden Martell in den Rollen der beiden Oberstufenschüler stehen Julian Dennison, Lachlan Watson, Daniel Zolghadri, Mason Gooding, Tim Heidecker, Eduardo Franco, Miles Robbins, Alicia Silverstone, Fred Hechinger und der fünffache Billboard-Music-Award-Gewinner The Kid Laroi auf der Besetzungsliste.
Die Dreharbeiten fanden im April und Mai 2023 in der Stadt Ringwood in New Jersey statt. Kameramann Bill Pope ist besonders durch seine Arbeit an der Matrix-Trilogie sowie den Filmen Spider-Man 2 und Spider-Man 3 bekannt.

### Filmmusik, Marketing und Veröffentlichung
Die Filmmusik komponierten Danny Bensi und Saunder Jurriaans, die in der Vergangenheit gemeinsam an einer Reihe von Filmen beteiligt waren, unter anderem an The Gift, Boy Erased, The Discovery, Wolfpack, Edison oder God’s Creatures.
Die Weltpremiere von Y2K fand am 9. März 2024 beim South by Southwest Film Festival statt. Der erste Trailer wurde im August 2024 vorgestellt. Ende Oktober, Anfang November 2024 wurde Y2K beim Savannah Film Festival gezeigt. Am 6. Dezember 2024 kam der Film in die US-Kinos. Im März 2025 wurde er beim Manchester Film Festival gezeigt. Der Kinostart in Deutschland war am 27. März 2025.

## Rezeption

### Kritiken
Der Film konnte nur eine Minderheit der englischsprachigen Kritiker überzeugen. Basierend auf der Auswertung von 92 Kritiken weist Rotten Tomatoes eine Positivquote von lediglich 43 Prozent aus.

### Auszeichnungen
South by Southwest Film Festival 2024
- Nominierung für den Publikumspreis (Kyle Mooney)